# Grijskapmierklauwier
De grijskapmierklauwier (Thamnophilus caerulescens) is een zangvogel uit de familie Thamnophilidae (miervogels).

## Verspreiding en leefgebied
Deze soort komt wijdverspreid voor in Zuid-Amerika en telt acht ondersoorten:
- T. c. melanchrous: noordelijk, centraal en zuidelijk Peru.
- T. c. aspersiventer: zuidoostelijk Peru en westelijk-centraal Bolivia.
- T. c. dinellii: centraal en zuidelijk Bolivia en noordwestelijk Argentinië.
- T. c. paraguayensis: zuidoostelijk Bolivia, noordelijk Paraguay en zuidelijk Brazilië.
- T. c. gilvigaster: zuidoostelijk Brazilië, Uruguay en noordoostelijk Argentinië.
- T. c. caerulescens: zuidoostelijk Paraguay, zuidoostelijk Brazilië en noordoostelijk Argentinië.
- T. c. ochraceiventer: zuidelijk-centraal Brazilië.
- T. c. cearensis: noordoostelijk Brazilië.

## Status
De grootte van de populatie is niet gekwantificeerd maar de soort wordt omschreven als algemeen. Op de Rode lijst van de IUCN heeft deze soort de status niet bedreigd.